# Bauhaus Dessau

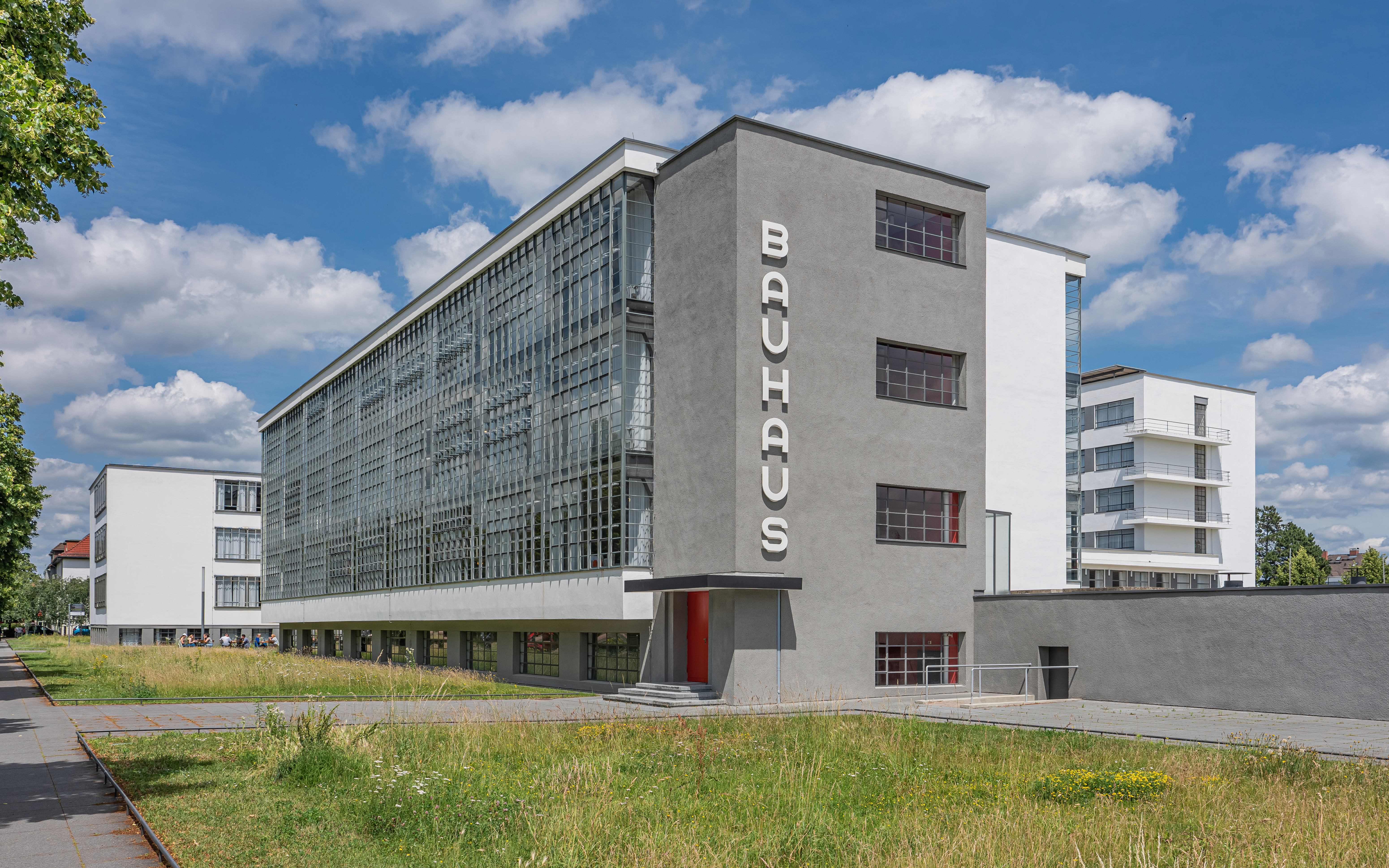
L'edificio Bauhaus ricostruito

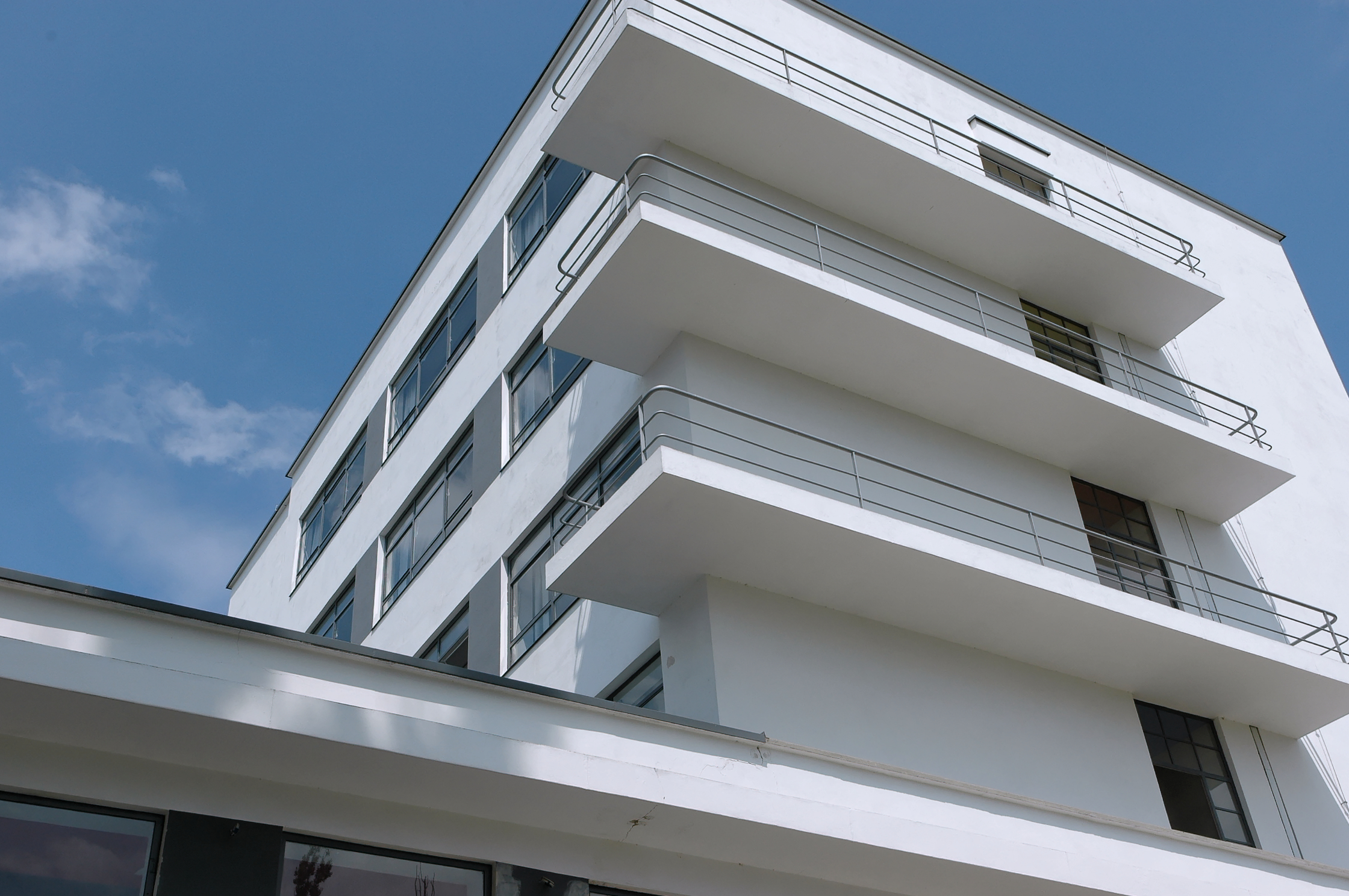
Atelier edificio Prellerhaus

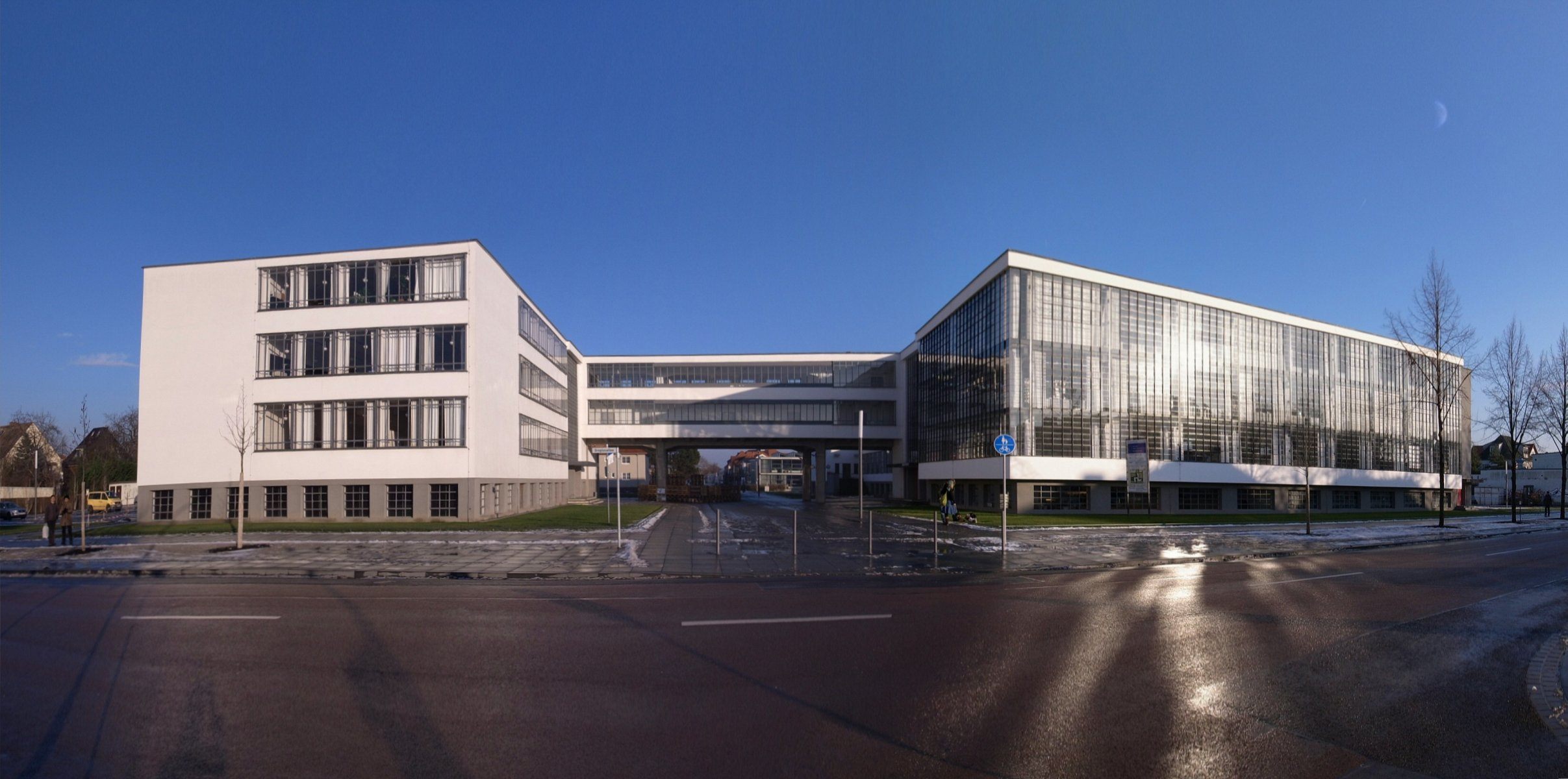
Bauhaus Dessau

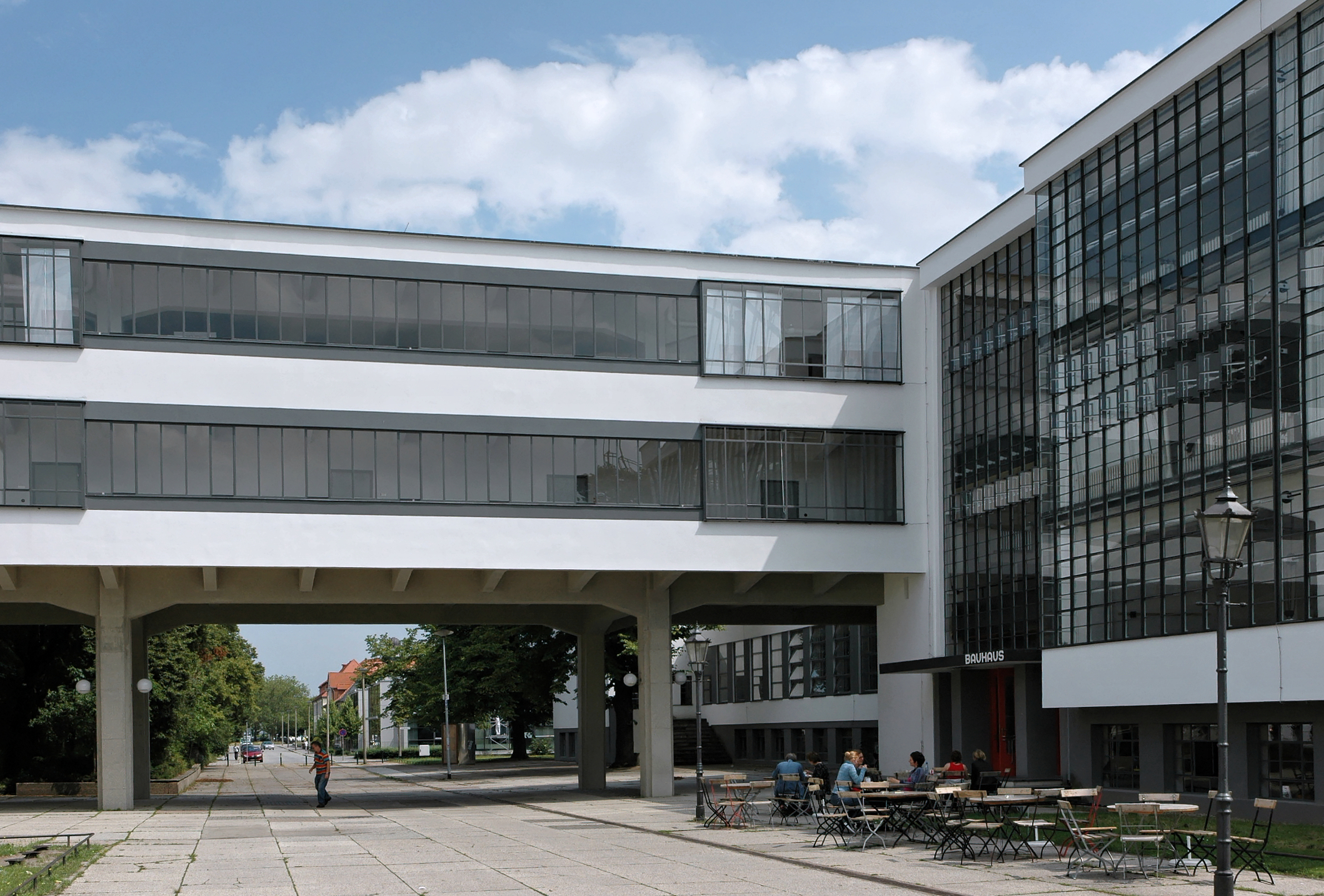
Bauhaus Dessau - ingresso e ala di collegamento

Il Bauhaus Dessau, anche Edificio Bauhaus Dessau, è un complesso edilizio a Dessau-Roßlau. L'edificio fu costruito, dal 1925 al 1926, su progetto di Walter Gropius come edificio scolastico per la scuola di arte, design e architettura del Bauhaus. L'edificio stesso e le vicine "Case dei maestri" stabilirono la reputazione del Bauhaus come "icona del modernismo". Le parti che furono distrutte durante la guerra e strutturalmente alterate furono in gran parte ricostruite dal 1965 in poi in linea con quelle originali. L'edificio è stato restaurato nel 1976 e parzialmente ammodernato. Tra il 1996 e il 2006 sono stati effettuati un altro restauro e alcune riparazioni secondo i principi della conservazione storica.
Dal 1996 il complesso edilizio fa parte del Patrimonio dell'umanità dell'UNESCO, che comprende anche l'Haus am Horn, l'edificio della scuola d'arte e l'edificio principale dell'Università Bauhaus di Weimar, le "Case dei maestri" a Dessau e, dal 2017, la "Laubenganghäuser Dessau-Törten" e la "scuola federale ADGB" a Bernau.
Tra il 1925 e il 1932 furono costruiti a Dessau anche vari altri edifici dagli architetti Bauhaus, tra cui l'insediamento di Törten, l'ufficio del lavoro e il ristorante per escursioni Kornhaus.

## Edificio Bauhaus

### Descrizione
Progettato nello stile internazionale, l'edificio è costituito da cinque corpi di fabbrica disposti a forma di ala e parti strutturate in modo funzionale: un edificio ad ala della "Scuola di arti e mestieri" (in seguito istituti tecnici), l'ala del laboratorio con la sua caratteristica facciata a cortina di vetro (facciata continua) e l'edificio degli studi, dove si trovano gli studi-soggiorno per gli studenti. L'ala nord della scuola di artigianato e l'ala del laboratorio sono collegate da un ponte a due piani. Questo era destinato alle sale amministrative e all'ufficio di progettazione di Gropius (in seguito il dipartimento di architettura del Bauhaus). L'auditorium, il palcoscenico e la caffetteria del Bauhaus si trovano in un edificio piatto tra l'ala del laboratorio e quella degli studi.
La particolarità dell'intero complesso è, oltre all'allora nuova separazione funzionale attraverso singole strutture individuali unite tra loro a formare un organismo completo, il muro dell'ala dei laboratori, che era completamente costruito in vetro e che all'epoca suscitò grande fermento. I pilastri dell'edificio sono completamente arretrati rispetto alla facciata in vetro, in modo che questa si estenda su tutti e tre i piani e per tutta la lunghezza dell'edificio e non sia interrotta. C'è l'impressione di trasparenza, leggerezza e planarità. Questa nuova monumentalità trasparente aveva superato tutte le nozioni prevalenti di estetica.
La mancanza di ornamenti determina di conseguenza l'intero complesso. La facciata “aperta” crea un nuovo rapporto, anche educativamente efficace, tra esterno e interno, dando l'impressione di libertà e chiarezza. L'esile facciata in vetro (facciata continua) e acciaio, invece, causò grossi problemi per quanto riguarda la protezione solare e la climatizzazione degli edifici. In estate l'edificio si riscaldava enormemente a causa della luce solare diretta. Un necessario sistema di protezione solare fatto di tende, a sua volta, distrusse la trasparenza voluta. In inverno, l'edificio si raffreddava molto rapidamente a causa dei vetri singoli e doveva essere fortemente riscaldato. La ventilazione avveniva tramite pale lamellari a controllo meccanico e molto dettagliate.
La parte sporgente di cinque piani dell'edificio, nota come Prellerhaus, è particolarmente suggestiva. Dopo il suo completamento, nel 1926, i 28 studi furono utilizzati da giovani maestri e studenti come spazio di vita e di lavoro. Nel 1930 Ludwig Mies van der Rohe fece trasformare gli studi in grandi aule. Ora la struttura, nuovamente modificata, è disponibile per pernottamenti dal 2006.
Il nome di questa parte dell'edificio è stato assunto, quando il Bauhaus si trasferì da Weimar a Dessau, dall'omonimo edificio dello studio di Weimar, che prende il nome dal suo costruttore Louis Preller.

### Caratteristiche

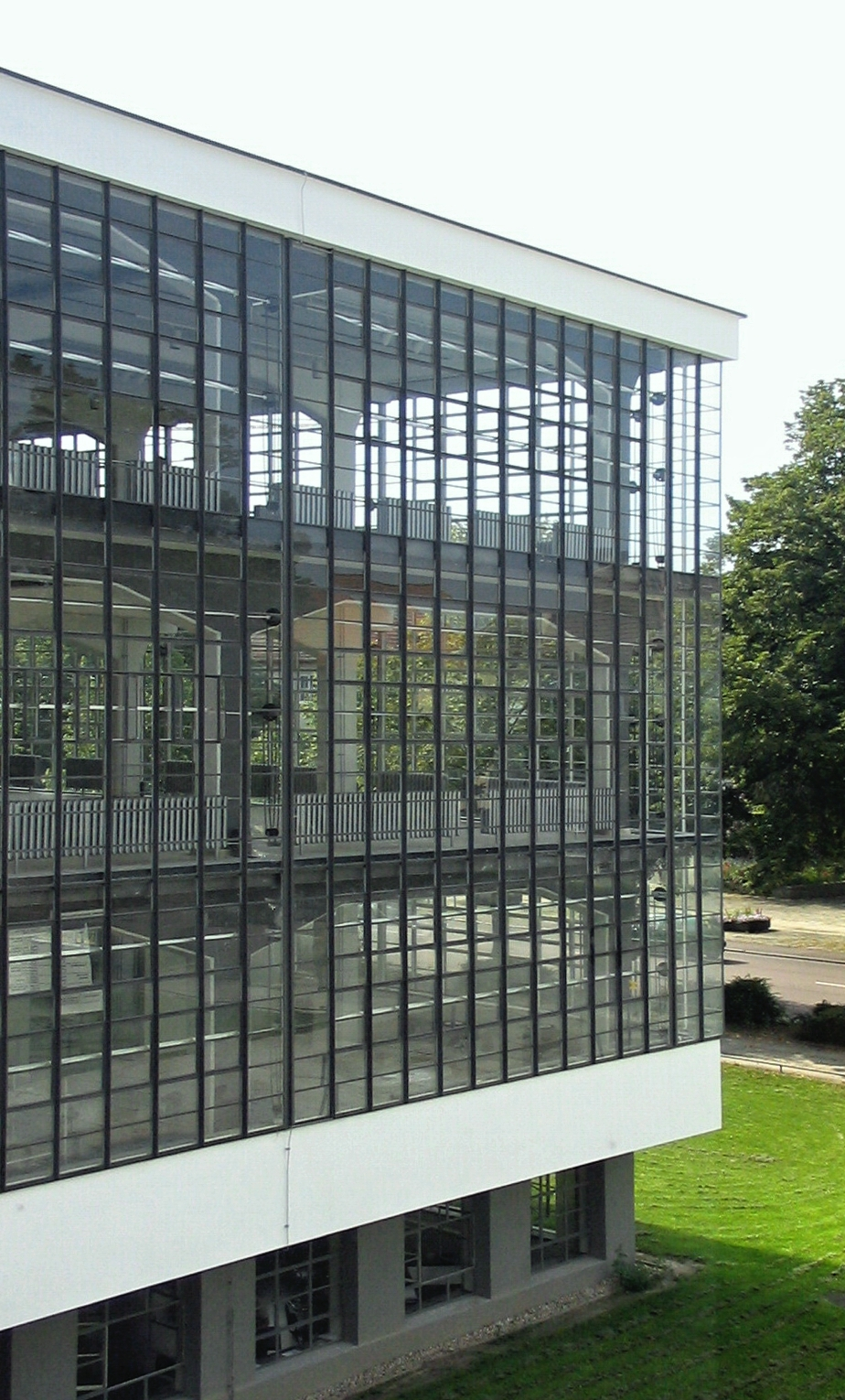
Angolo dell'edificio dei laboratori

Già nel 1911 Walter Gropius e Adolf Meyer progettarono insieme le Officine Fagus ad Alfeld. In tal modo, utilizzarono elementi che sarebbero poi diventati caratteristici e determinanti dello stile: l'intera struttura venne realizzata funzionalmente. Il suo scopo determinava la forma; la sua estetica era il risultato della sua funzionalità. Il design della facciata diede anche un'idea dell'uso futuro. La rivoluzionaria costruzione a telaio in acciaio, con elementi portanti in acciaio e tamponamenti in tegole coperti da un tetto piano, consentì di fare a meno del rinforzo statico degli angoli dell'edificio. Questi "angoli aperti" vennero sostituiti da vetrate e balconi che avvolgevano i bordi, trasmettendo così un'impressione di leggerezza. La facciata continua in sé non portava alcun carico, ma mostrava gli elementi portanti. Nuovi percorsi vennero aperti anche in termini di colore. Le pareti esterne vennero mantenute in bianco neutro, semplice, con diversi colori all'interno tra elementi portanti e di rivestimento. Ciascuno dei tredici laboratori diede il proprio contributo speciale. Un laboratorio di metalli, falegnameria, pittura su vetro, tessitura, pittura murale, teoria dell'armonizzazione vennero uniti al laboratorio di architettura guidato da Walter Gropius, Hannes Meyer e successivamente Mies van der Rohe.

### Storia

#### Inizi
Il Bauhaus venne fondato nel 1919 sotto la nuova gestione di Walter Gropius, che aveva sostituito Henry van de Velde, come successore alla scuola d'arte fondata nel 1906 dal Granduca di Sassonia-Weimar. Venne ribattezzata "Scuola di arti applicate di Weimar" e riorganizzata. Il suo direttore fu l'architetto Walter Gropius dal 1919 al 1928. Dopo che il rapporto con lo Stato della Turingia, che era sempre più dominato dalle forze politiche di destra, era diventato sempre più critico, il Bauhaus dovette essere sciolto nel 1925 a causa della pressione politica. La dichiarazione di scioglimento venne pubblicata il 29 dicembre 1924 in numerosi quotidiani. Tuttavia, rimase aperta fino a marzo 1925. Il sindaco di Dessau, Fritz Hesse, e il suo consulente culturale Ludwig Grote permisero a Gropius di trasferire la scuola a Dessau, dove il Bauhaus fu ricostruito tra il 1925 e il 1926 su progetto di Gropius e riconosciuto come Università statale di Anhalt nel 1926.

#### Sviluppo

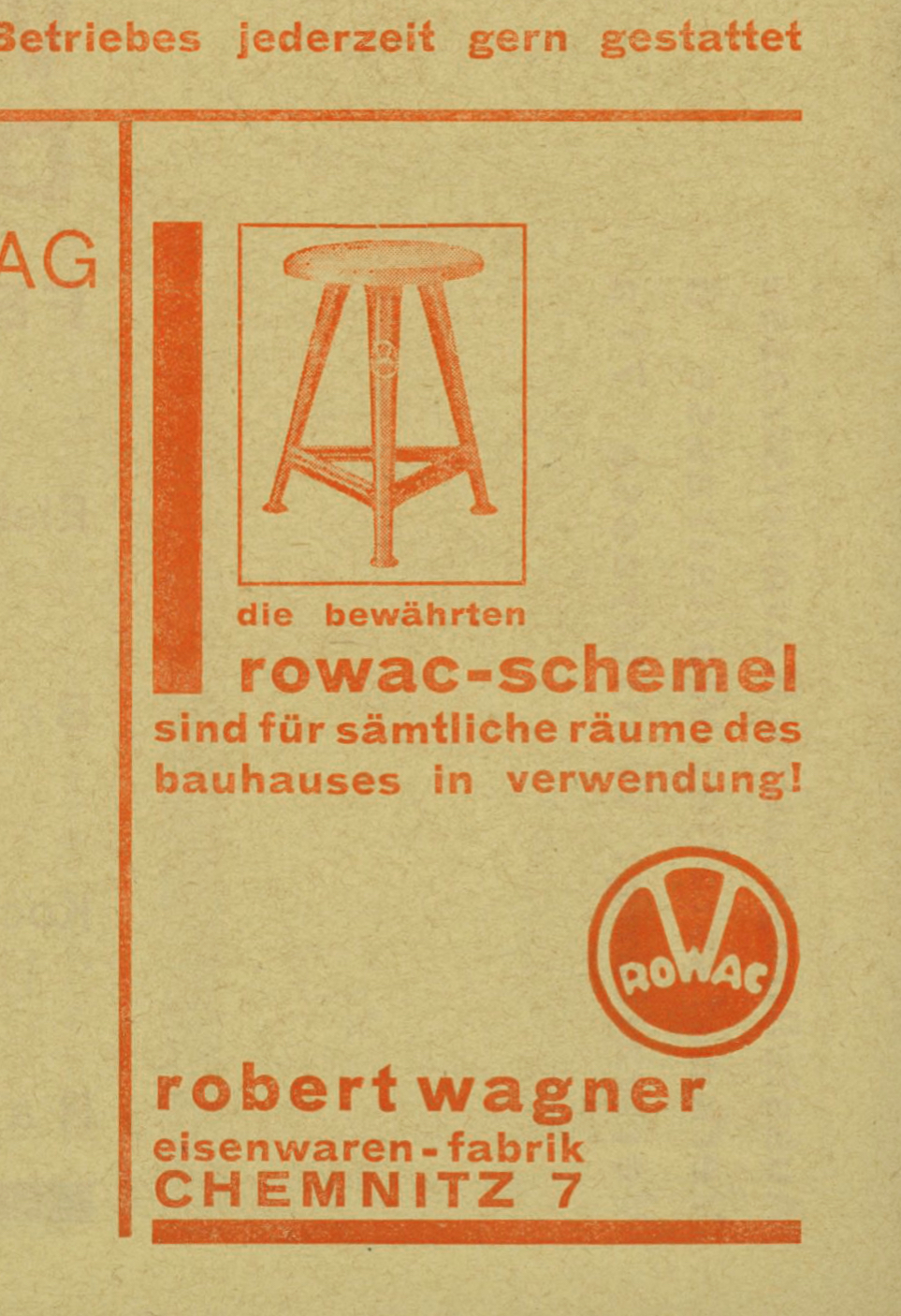
Annuncio Rowac nel prospetto del Bauhaus Dessau - intorno al 1927

Nel marzo 1925, l'ufficio di Gropius fu incaricato dalla città di Dessau di progettare l'edificio comunale per la Scuola di arti applicate e mestieri di Dessau (dal 1926 scuole tecniche) e il Bauhaus. Nel settembre 1925 iniziò la costruzione dell'edificio scolastico. Il 21 marzo 1926 ci fu la cerimonia di completamento e nel dicembre dello stesso anno l'inaugurazione. Maestri e laboratori Bauhaus avevano progettato e realizzato gran parte degli arredi: mobili e arredi provenivano dalla falegnameria (poltrone dell'auditorium di Marcel Breuer). Walter Gropius aveva scelto le sedie di Rowac. Le lampade del laboratorio dei metalli erano state progettate principalmente da Marianne Brandt (lampadari nell'auditorium di Max Krajewsky,). I tessuti per le tappezzerie e le tende erano stati realizzati nella tessitura di Gunta Stölzl. Le scritte provenivano dal laboratorio pubblicitario e il design del colore dal laboratorio di pittura murale.
Quando venne fondata, nel 1926, fu istituito per la prima volta un dipartimento di architettura e lo svizzero Hannes Meyer ne assunse la gestione nel 1927. Nel 1928 Gropius si dimise dalla direzione. Venne assunto Meyer il 1º aprile del 1928 che ampliò ulteriormente il dipartimento di architettura, ma fu chiuso il 1º agosto 1930 e Meyer si trasferì a Mosca con un gruppo di suoi studenti. Fu seguito da Ludwig Mies van der Rohe, che, nonostante il rafforzamento tecnico e scientifico della scuola, non riuscì a tenere il Bauhaus fuori dai disordini politici.

#### Tempo del nazionalsocialismo
Nel 1931, un anno prima che Hitler salisse al potere, l'NSDAP ottenne 15 dei 36 seggi alle elezioni del consiglio municipale di Dessau, diventando così il gruppo parlamentare più forte. Nel suo volantino per le elezioni del 25 ottobre 1931 i nazionalsocialisti chiesero come primo degli otto punti:
"Annullamento immediato di tutte le spese per il Bauhaus. Gli insegnanti stranieri devono essere licenziati senza preavviso, poiché sono incompatibili con la responsabilità che una buona leadership della comunità ha nei confronti dei suoi cittadini, visto che i tedeschi soffrono la fame, mentre gli stranieri sono pagati in abbondanza con i soldi delle tasse delle persone che muoiono di fame. Gli insegnanti tedeschi devono essere collocati a Dessau o altrove attraverso la mediazione del comune. La sistemazione deve essere fornita altrove per le scuole di artigianato del Bauhaus. La demolizione del Bauhaus deve essere avviata immediatamente."
L'NSDAP chiese, nella riunione del consiglio comunale il 21 gennaio 1932, la demolizione dell'edificio. Questa decisione e quella di cancellare i fondi vennero a malapena impedite. L'8 luglio 1932, il nazionalsocialista Alfred Freyberg, eletto primo ministro dello Stato libero di Anhalt, e il teorico e architetto nazionalsocialista Paul Schultze-Naumburg visitarono il Bauhaus Dessau. Poiché nel frattempo la struttura del voto in consiglio comunale era cambiata, il 22 agosto 1932 venne richiesta, dal gruppo parlamentare NSDAP, la decisione di chiudere tutto. Mies van der Rohe cercò di continuare come "Bauhaus Berlin" come istituto privato a Berlino-Lankwitz ma poco tempo dopo (1933) l'istituzione fu costretta a dissolversi dai nazionalsocialisti. L'edificio Bauhaus a Dessau fungeva da Gauführerschule nel Gau Magdeburg-Anhalt.

#### Guerra e dopoguerra

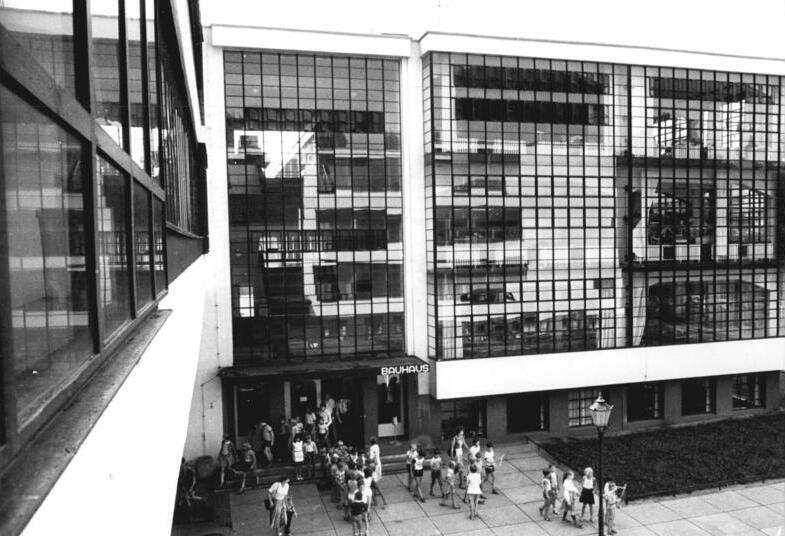
Aspetto ricostruito nel 1983

Nel 1945 l'edificio andò parzialmente in fiamme dopo il pesante bombardamento aereo su Dessau e anche la facciata in vetro dell'ala dei laboratori fu distrutta. Venne ricostruito in modo semplificato (la facciata continua in vetro non fu ricostruita) e utilizzato come scuola professionale.
Nel 1976 ci fu un primo tentativo di riportarlo all'aspetto originario, con la ricostruzione della cortina vetrata distrutta, sulla base di un pezzo rimasto intatto. Per motivi di facilità di manutenzione, venne utilizzato l'alluminio al posto dell'acciaio. Il Bauhaus venne utilizzato come centro educativo dal dipartimento del disegno industriale, il cui direttore Martin Kelm aveva fatto una grossa campagna per la sua conservazione e ricostruzione.
La casa del direttore del Bauhaus (Burgkühnauer Allee 1–6, ora Ebertallee) fu anch'essa distrutta da un raid aereo e le Case dei maestri furono danneggiate.

#### 1994-1996
Dal 1994 l'edificio di Dessau è la sede della Fondazione Bauhaus Dessau, che ha l'obbligo di "preservare il patrimonio dello storico Bauhaus e documentarlo al pubblico" e "con questo patrimonio di dare contributi al design dell'ambiente di vita odierno". Nel 1996, il complesso edilizio è stato inserito tra i patrimoni dell'umanità dell'UNESCO.

#### Riparazioni 1996-2006
Tra il 1996 e il 2006, il Bauhaus Dessau è stato riparato e restaurato per 17 milioni di euro secondo i progetti degli anni 1920.
Il Bauhaus Dessau è stato incluso nel Blue Book nel 2001. Questo è un elenco di istituzioni culturali di importanza nazionale nella Germania dell'Est e attualmente include 20 cosiddetti fari culturali.
Dopo il completamento degli ultimi lavori di riparazione, nel 2009, l'edificio si presenta come era stato originariamente progettato e costruito. Tuttavia, ci sono differenze rispetto alla struttura originale che non possono essere risolte a causa della storia mutevole dell'edificio, delle necessità moderne e delle considerazioni relative alla conservazione dei monumenti. Questi includono, tra gli altri:
- la facciata in vetro dell'edificio dei laboratori era originariamente con vetri di cristallo e quindi rifletteva molto più fortemente delle attuali vetrate in vetro normale. L'impronta originale è ancora conservata sulle vecchie foto di Lucia Moholy.
- mobili e maniglie delle porte sono stati parzialmente sostituiti da repliche il più fedeli possibile all'originale. Uno dei motivi è che alcuni dei vecchi modelli vengono ora nuovamente prodotti industrialmente. Altri pezzi, come le sedie dell'auditorium, sono nuovi oggetti realizzati su misura.
- i materiali da costruzione utilizzati all'epoca erano in parte sperimentali, quindi richiedevano riparazioni costanti (vedi i pavimenti in massetto di pietra o legno di Triolin).
- l'edificio è stato nuovamente elettrificato.
- nel corso di una fondamentale riprogettazione l'area circostante è stata ridisegnata[7] ad opera dell'architetto paesaggista Tobias Mann di Fulda.[8]
- a livello delle attuali sensibilità energetiche, il complesso è risultato estremamente dispersivo, tanto da avere sempre avuto seri problemi di riscaldamento, un recente report di Daniel Barber ne ha descritto gli aspetti controversi[9] .

#### Utilizzo attuale

Logo di oggi

Oggi, la maggior parte dell'edificio è utilizzata dalla Fondazione Bauhaus Dessau, creata nel 1994 e incaricata di preservare e trasmettere l'eredità del Bauhaus e di mantenere vive le sue idee. A tal fine, si occupa di conservazione dei monumenti e comunicazione curatoriale, nonché di insegnamento e ricerca. La fondazione ha anche una propria collezione e biblioteca di ricerca. Gli ex appartamenti degli studenti dell'ala est vengono affittati come appartamenti. Esiste anche un contratto di locazione con l'Università di scienze applicate di Anhalt. Sei stanze al piano terra dell'ala nord sono attualmente utilizzate per attività didattiche.
In occasione del 100º anniversario del Bauhaus, nel 2019, l'8 settembre 2019 è stato aperto il Bauhaus Museum Dessau nel centro di Dessau.

## Case dei maestri
Vicino al Bauhaus, Walter Gropius realizzò le "case dei maestri" come alloggio per i maestri del Bauhaus che erano state progettate come case modello per la vita moderna. Il proprietario degli edifici era la città di Dessau, e i maestri vivevano in affitto.
Da est a ovest c'era la casa singola di Gropius e le case bifamiliari di Moholy-Nagy/Feininger, Muche/Schlemmer e Kandinsky/Klee. Le tre case bifamiliari avevano planimetrie identiche, con una metà che era quasi l'immagine speculare dell'altra, ruotata di 90 gradi.
Caratteristica dell'architettura delle case è la forma cubica con tetto piano, grandi superfici monocolore e grandi finestre che creano un collegamento tra interno ed esterno. Questo collegamento è evidenziato anche dalle ampie terrazze e balconi oltre che dalle numerose porte: è possibile varcare una porta da quasi tutte le stanze. Elementi ben visibili dall'esterno sono anche i radiatori del riscaldamento centralizzato, con i quali il “moderno” dovrebbe essere convogliato all'esterno affinché tutti lo vedano. Questo ha portato anche a far sì che i termosifoni nei bagni erano posti in luoghi termicamente inadatti, ma erano ben visibili dall'esterno attraverso la finestra.
Le grandi finestre dei monolocali delle case riflettono gli alberi siti davanti alle stesse e permettono loro di fondersi con gli stessi alberi dietro le case. Ciò significa che queste parti delle case diventano invisibili in un certo senso o appaiono trasparenti.
Le case dei maestri di Gropius e Moholy-Nagy furono distrutte da un bombardamento nel 1945. Negli anni 1950, sulle fondamenta della casa distrutta di Gropius (Casa Emmer) fu costruita una casa con un tradizionale tetto a due falde. La metà bombardata della casa di Moholy-Nagy venne demolita e venne creato uno spazio aperto in modo che la casa Feininger fosse isolata (è attualmente utilizzata dal Centro Kurt Weill).
Le case ancora esistenti, nel 1990, sono state parzialmente restaurate con fondi privati. Sono stati anche fatti tentativi di ripristinare il design del colore originale degli interni, che era basato sulla teoria del colore Bauhaus. Poiché il design del colore degli interni dipendeva anche dal rispettivo residente, oggi si possono trovare schemi di colori esemplari nelle stanze, che cercano di riprodurre solo le condizioni di una stanza in un determinato momento.
Le poche foto storiche esistenti degli arredi interni mostrano che i residenti delle Case dei maestri adattarono il design degli interni molto al "nodo di sentire" del tempo, completamente opposto all'aspetto esterno. Solo Moholy-Nagy arredò la sua casa secondo i risultati, le specifiche e i prodotti del Bauhaus. Oggi un muro nella casa Kandinsky è stato ricostruito fedele all'originale, ricoperto di foglia d'oro.
Nel frattempo, le Case dei maestri Gropius e Moholy-Nagy, distrutte durante la guerra, sono state ricostruite come reinterpretazioni astratte dell'architettura originale su suggerimento dell'architetto britannico David Chipperfield sotto la direzione dell'ufficio berlinese di Bruno-Fioretti-Marquez. Le pareti interne sono state progettate dall'artista concettuale Olaf Nicolai con diversi tipi di intonaco e tonalità di bianco, che danno un'impressione mutevole a seconda dell'incidenza della luce. Il 16 maggio 2014 è avvenuta la riapertura ufficiale delle Case dei maestri da parte del presidente federale Gauck. La discussione precedente sull'opportunità di ricostruire le case fedele all'originale è quindi obsoleta.
Un chiosco-bar venne costruito nelle vicinanze della Casa dei maestri secondo il progetto di Ludwig Mies van der Rohe e poi demolito negli anni 1970. Nel 2013 è stato ricostruito nell'ambito dei lavori di riparazione urbana della Casa dei maestri.

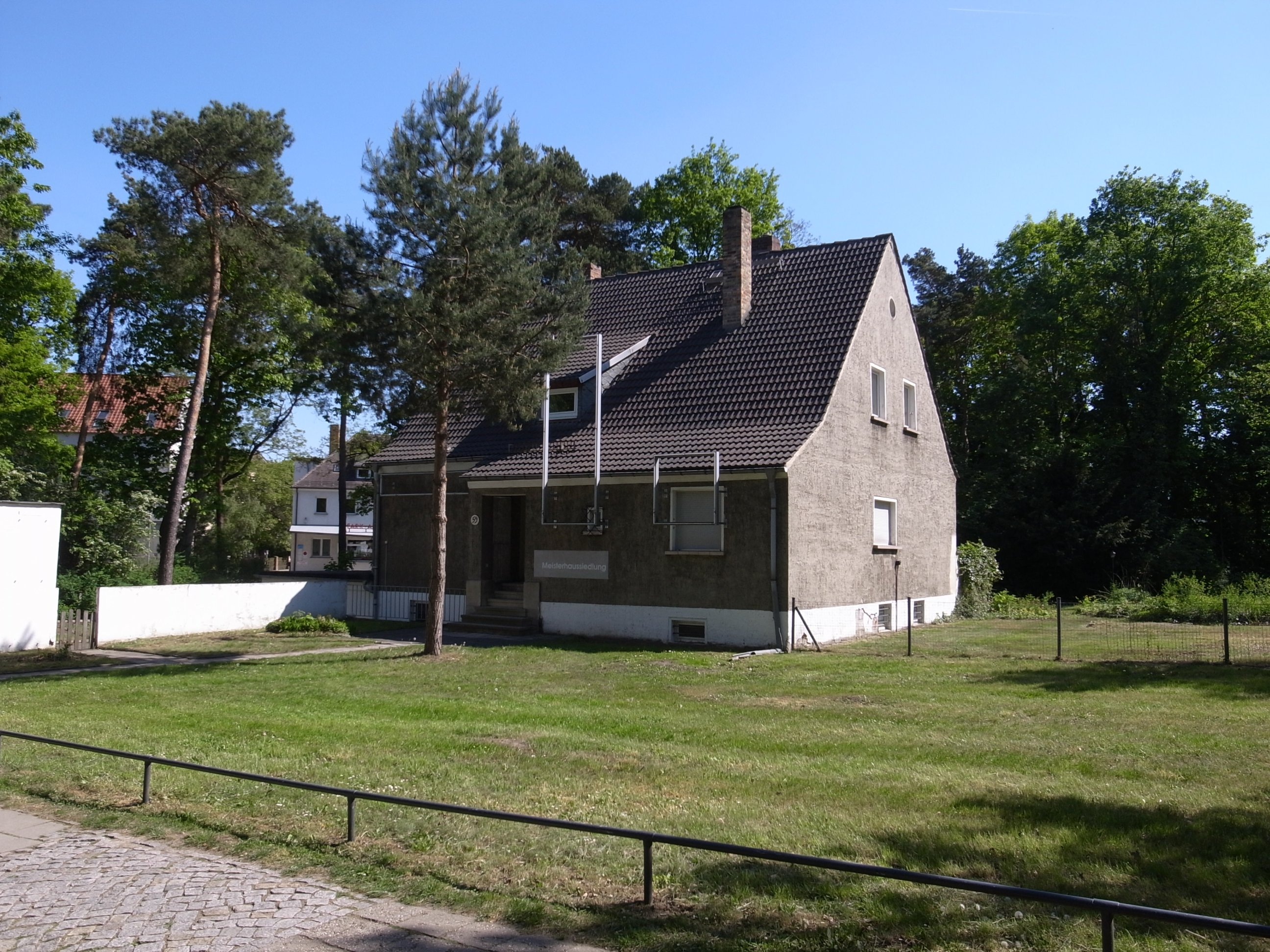
Casa Emmer, demolita nel 2011
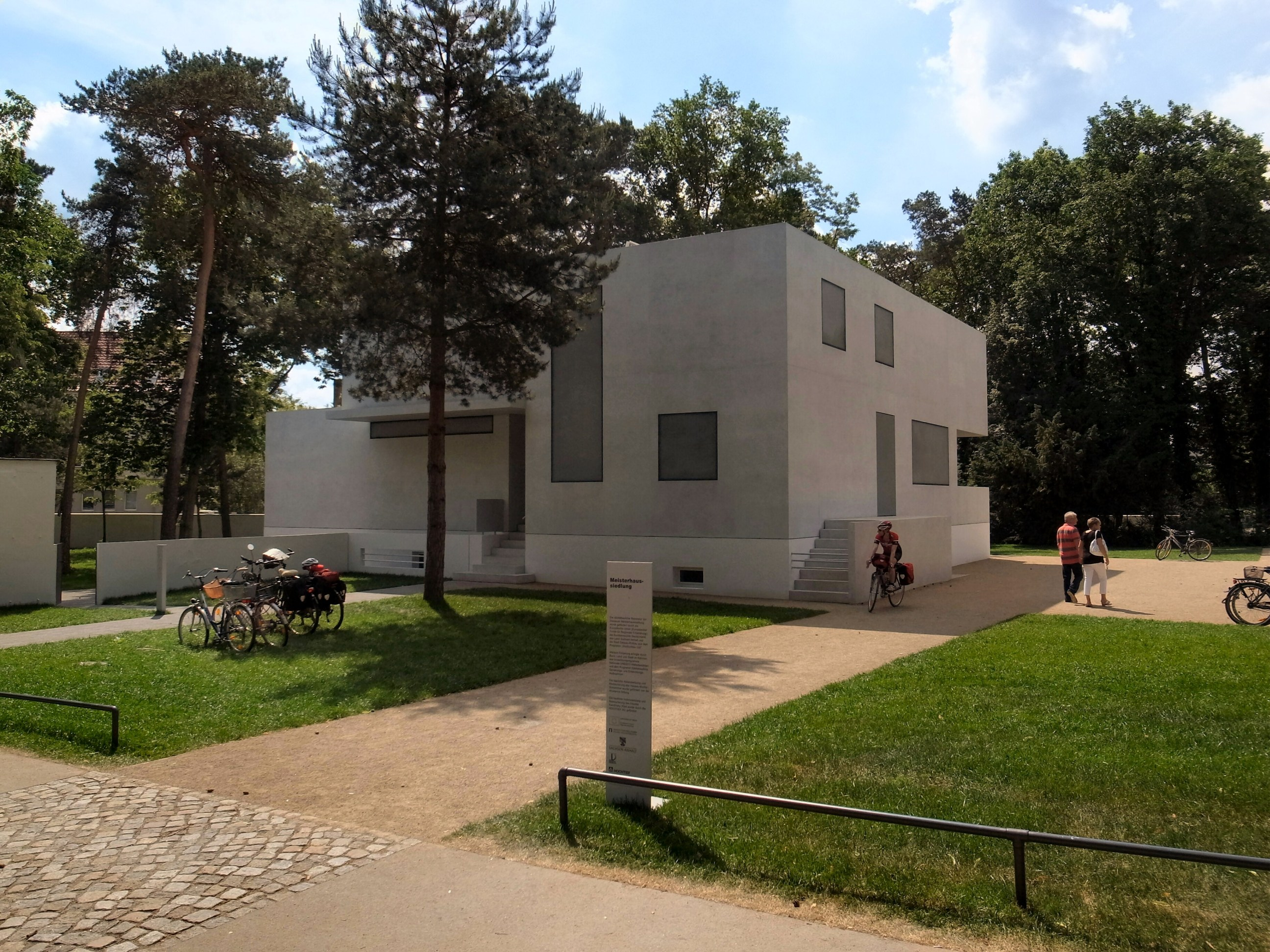
Casa Gropius, ricostruita nel 2014
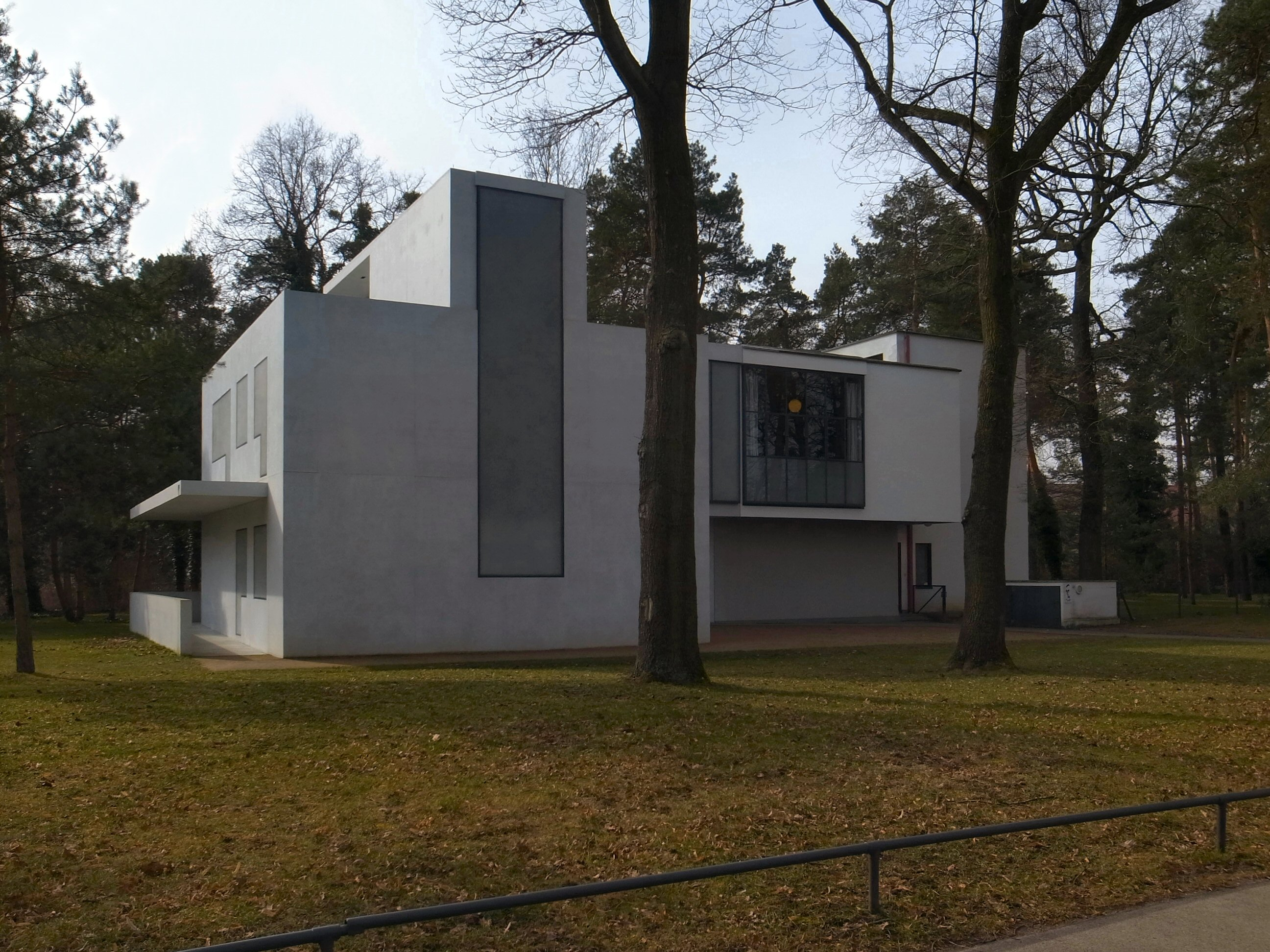
Casa Moholy-Nagy/Feininger (ricostruita nel 2014)
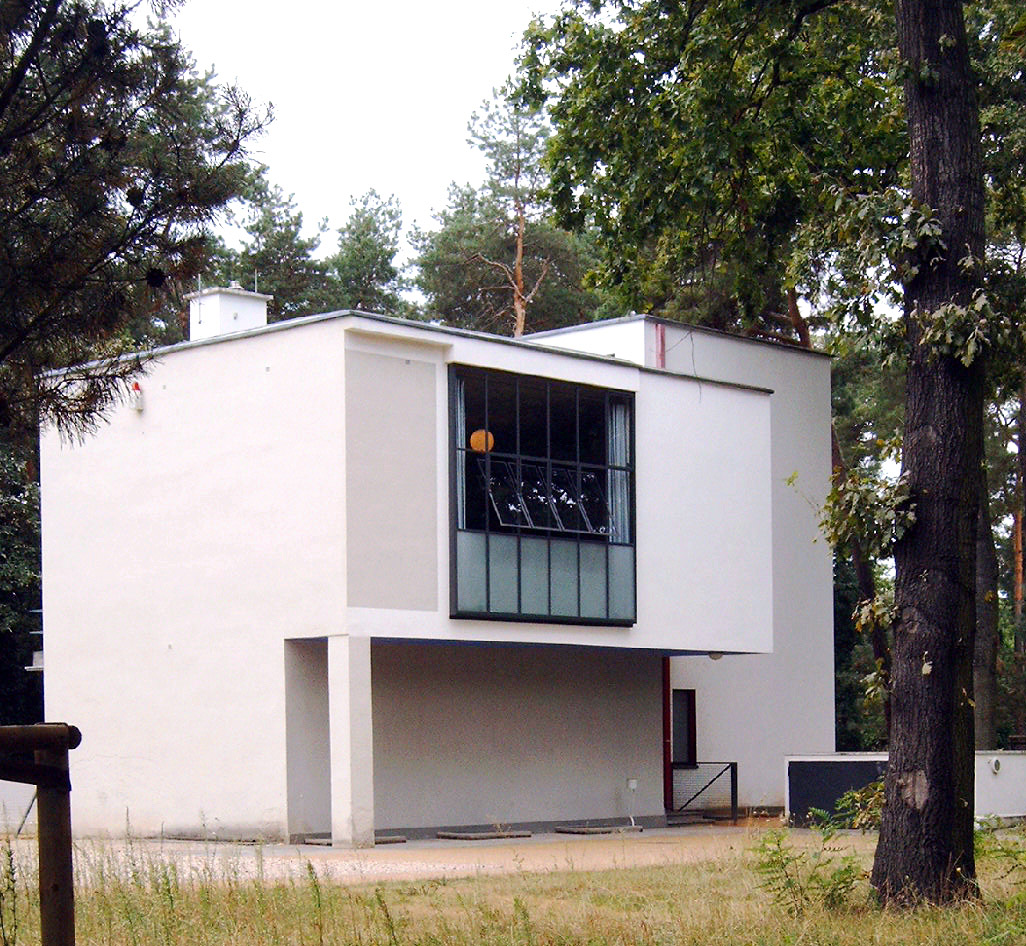
Casa Moholy-Nagy/Feininger (fino al 2011)
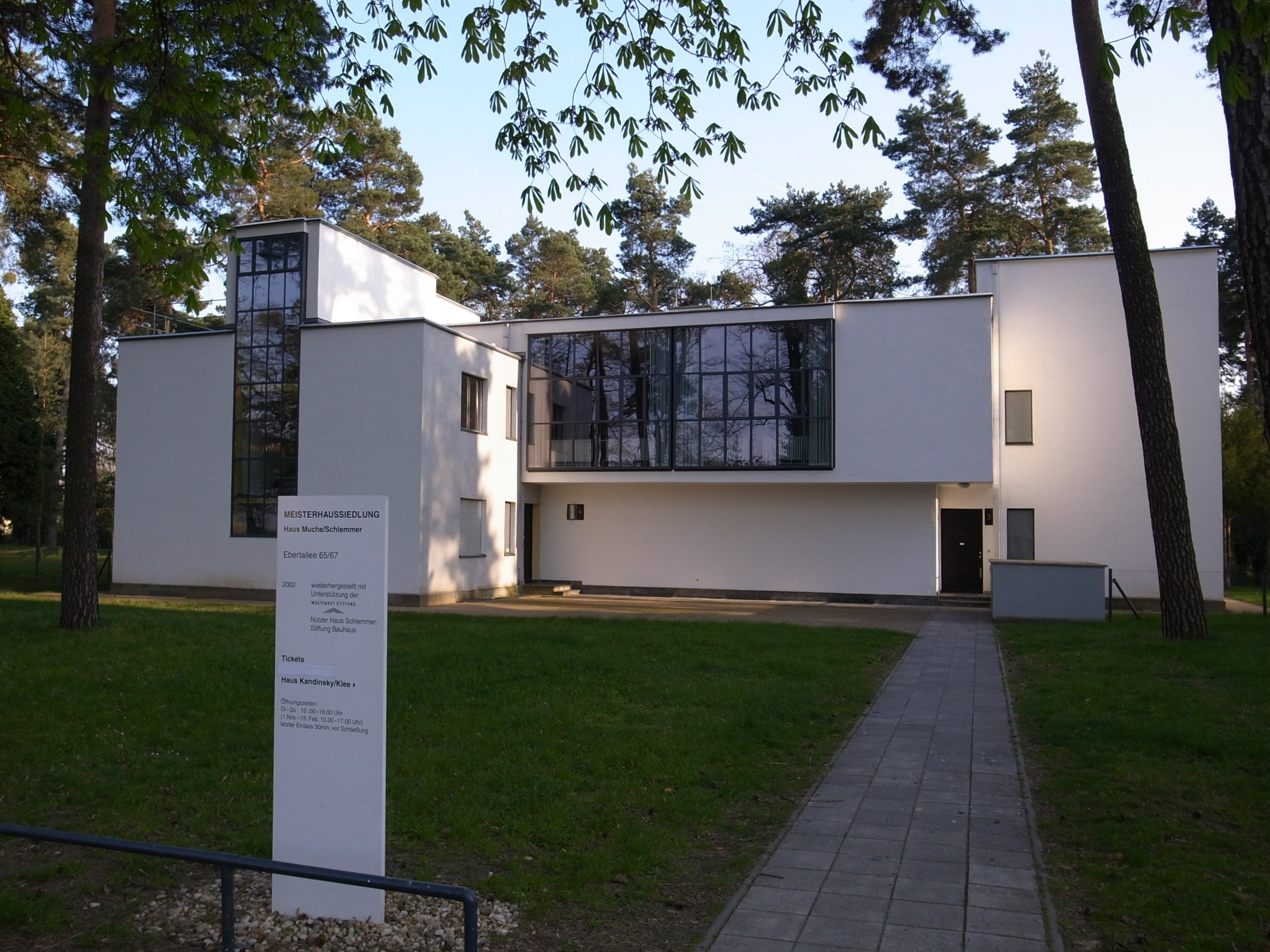
Casa Muche/Schlemmer
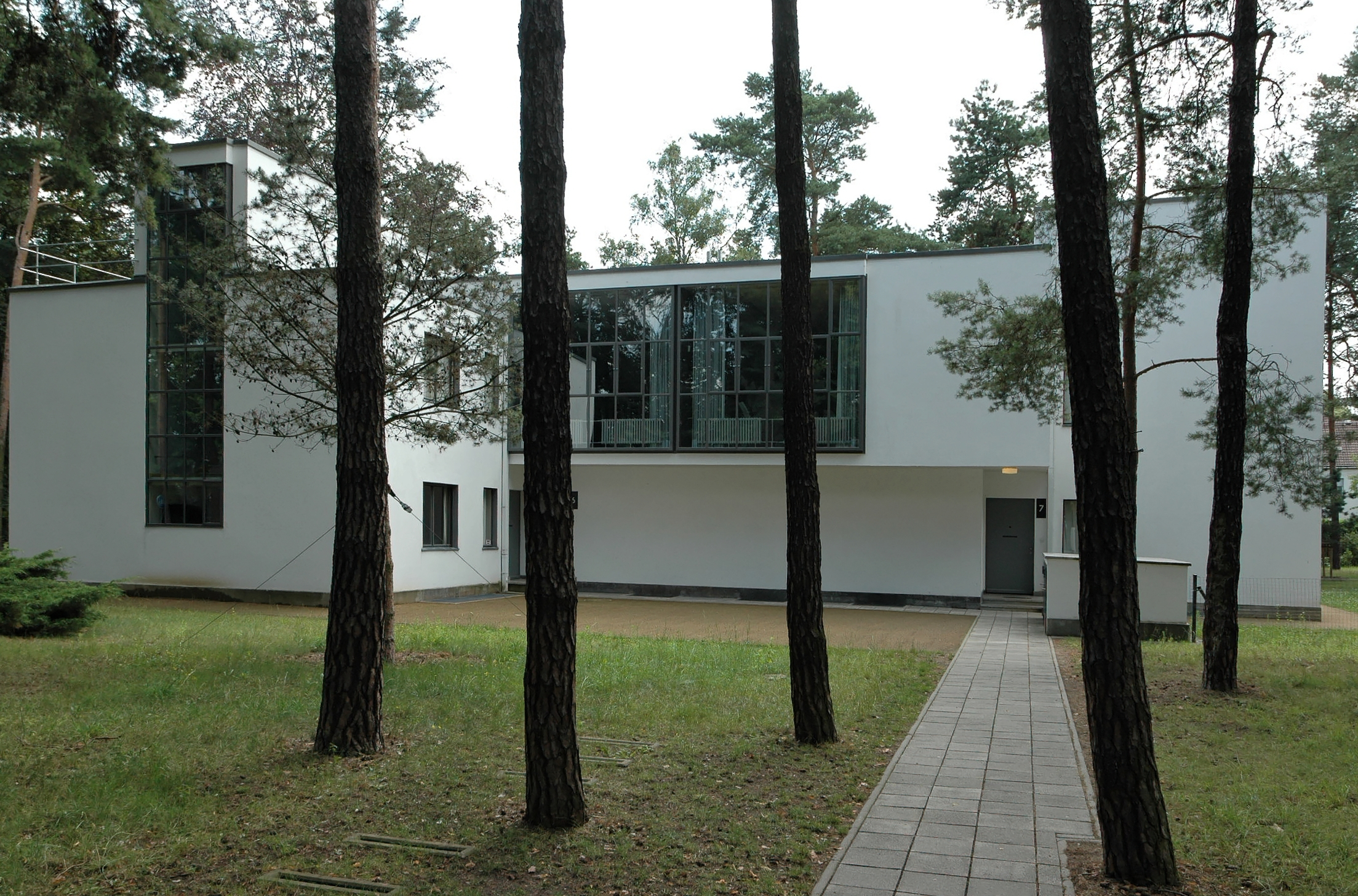
Casa Kandinsky/Klee
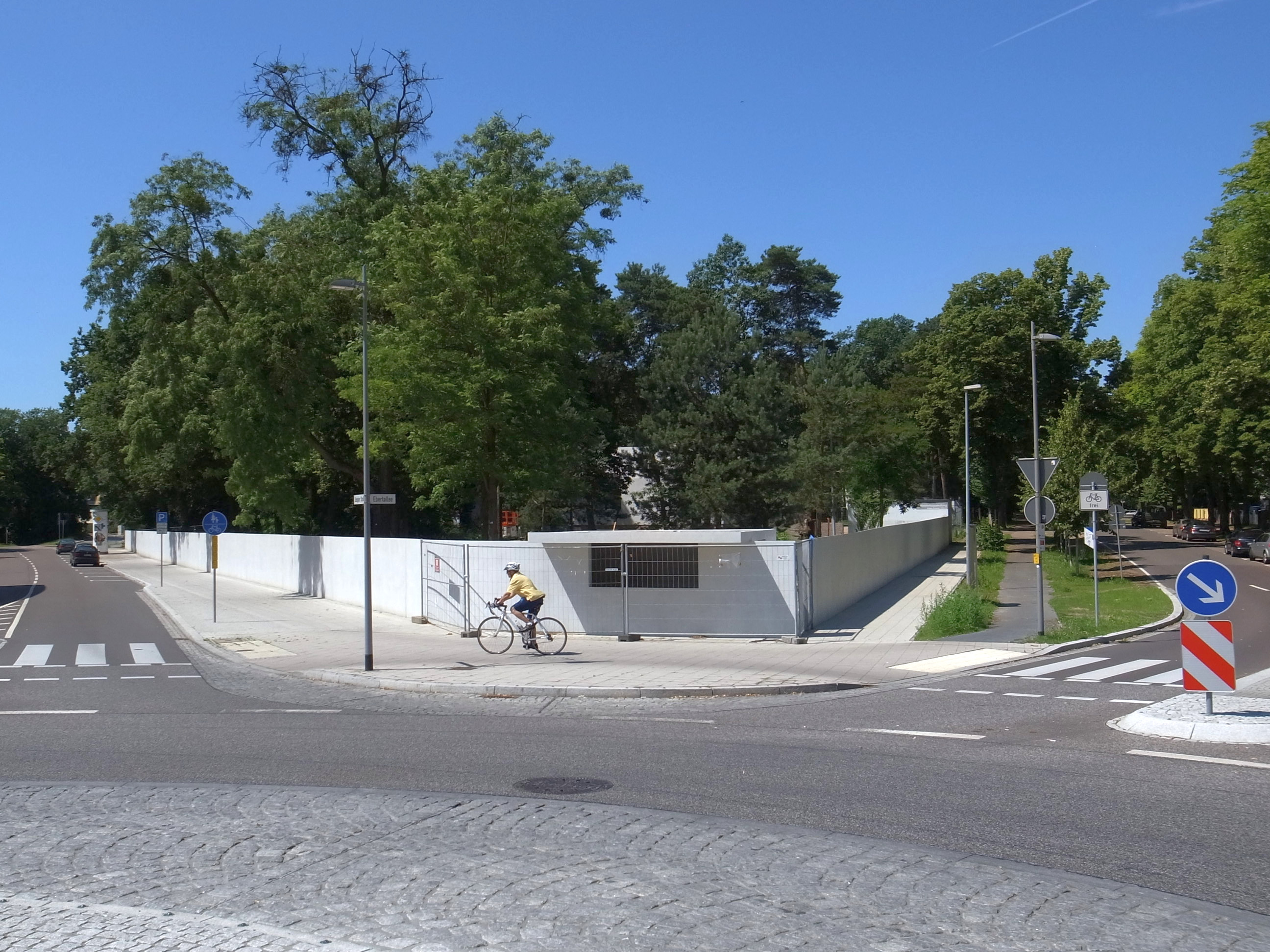
Chiosco-bar

## Insediamento di Törten
Un insediamento con un totale di 314 case a schiera (Großring, Mittelring, Kleinring) fu costruito anche a Törten nell'attuale Dessau-Süd nel 1926/1928. L'insediamento doveva essere un esempio di come poter combattere la dilagante carenza di alloggi durante la Repubblica di Weimar. Lo spazio vitale delle case era di conseguenza, da 57 a 75 m², abbastanza limitato. Allo stesso tempo, ogni casa aveva un ampio giardino da 350 a 400 m², che doveva servire all'autosufficienza in campo ortofrutticolo. Un design industriale con la produzione in serie di componenti aveva assicurato bassi costi. Le unità vennero vendute e non affittate per rendere i proprietari indipendenti da crescenti canoni di locazione. Anche architettonicamente l'insediamento offrì alcune innovazioni. In accordo con la massima di Gropius secondo cui "l'edificio è anche il progetto dei processi vitali", gli edifici tenevano conto delle considerazioni sulla radiazione solare in diversi momenti della giornata e dell'anno e delle cose che si facevano in una casa. A causa della costruzione del tetto piatto, le case vennero pesantemente criticate dai conservatori.
L'insediamento subì numerose modifiche successive. Le facciate delle finestre in particolare vennero quasi completamente modificate. Numerosi progetti di facciate individuali hanno ammorbidito l'originale impressione uniforme dell'insediamento, che è ancora ben conservata nonostante questi lavori di ristrutturazione. La casa Anton in doppia fila 35 è stata in gran parte conservata nelle sue condizioni originali e può essere vista come parte di una visita guidata. La casa al Mittelring 38 è stata restaurata fedele all'originale nel 1992 ed è ora utilizzata dalla Società Moses Mendelssohn.
L'edificio dei consumatori (una sorta di grande magazzino) costruito nel 1928 su progetto di Walter Gropius divenne un centro dell'insediamento di Törten. Si compone di due cubi annidati, una sezione negozio orizzontale e una sezione residenziale verticale a tre piani. Questo è il modo in cui viene utilizzato ancora oggi. Nella parte precedente del negozio si trova ora un centro informazioni sull'insediamento di Törten, che offre visite guidate giornaliere.

## Case porticate
Nell'ambito dell'ampliamento pianificato dell'insediamento di Törten, furono progettate le case porticate (Mittelbreite, Peterholzstrasse) a sud di esso e costruite tra il 1929 e il 1930. Vennero realizzate sotto la guida di Hannes Mayer, succeduto a Gropius come direttore del Bauhaus. In contrasto con gli edifici dell'insediamento originario di Törten, le case porticate sono edifici residenziali a più piani con l'omonimo porticato esterno, che collega gli ingressi dell'appartamento con il vano scala. Secondo lo slogan di Meyer "Le esigenze delle persone invece di quelle del lusso", anche qui lo spazio abitativo era estremamente ristretto. 48 m² avrebbero dovuto essere sufficienti per una famiglia fino a quattro persone. Gli appartamenti venivano affittati per una piccola somma. Ad oggi si può visionare un appartamento modello fedelmente restaurato.
Le case porticate fanno parte del Bauhaus, patrimonio mondiale dell'UNESCO dal 2017.

## Costruzione di edifici
Nell'agosto 2019, scienziati e studenti dell'Università di Kassel sotto la direzione del Prof. Philipp Oswalt, hanno costruito una casa nell'insediamento di Laubengang secondo i piani dell'architetto e insegnante di Bauhaus Ludwig Hilberseimer. 

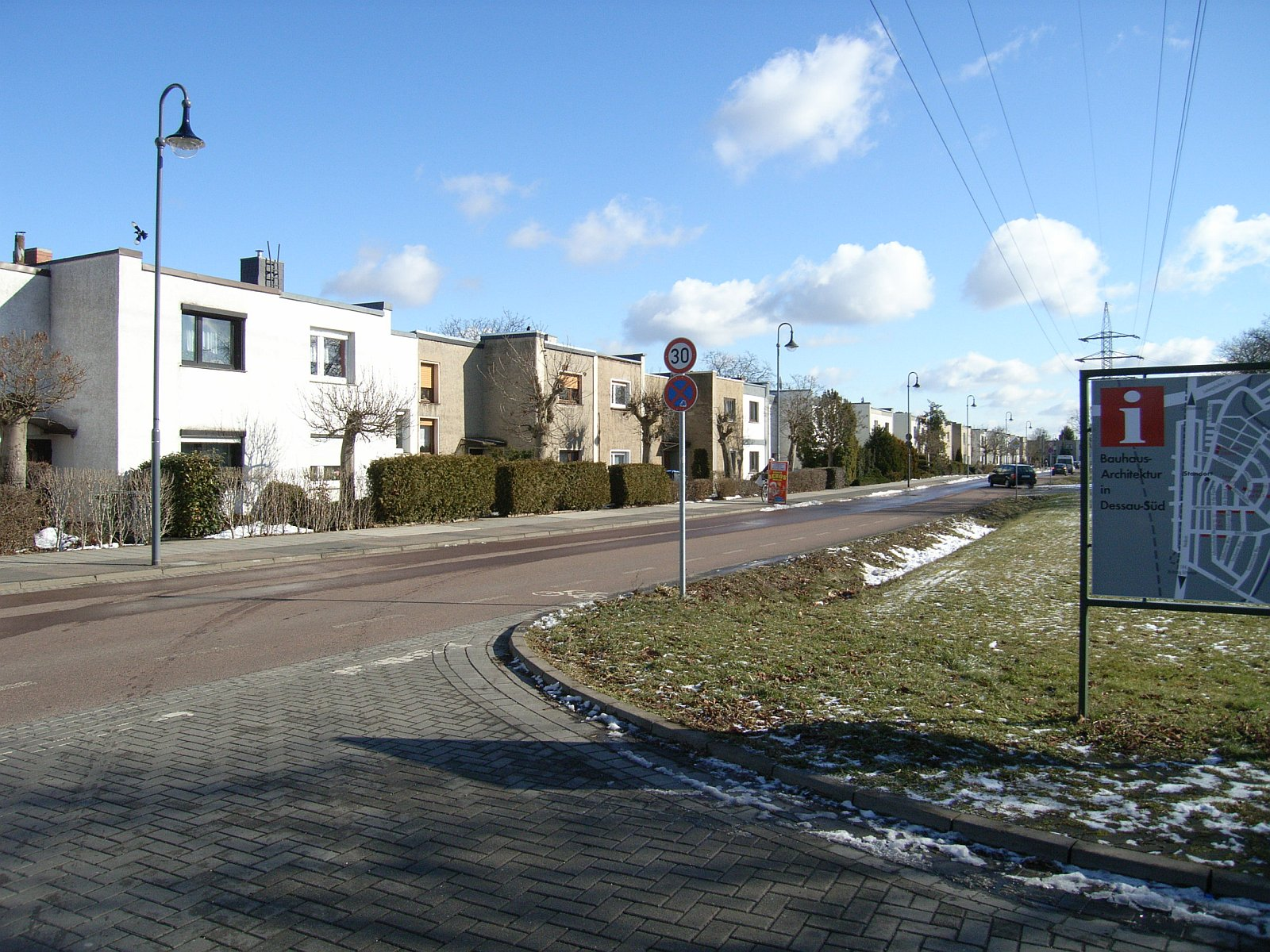
Insediamento di Törten - case a schiera
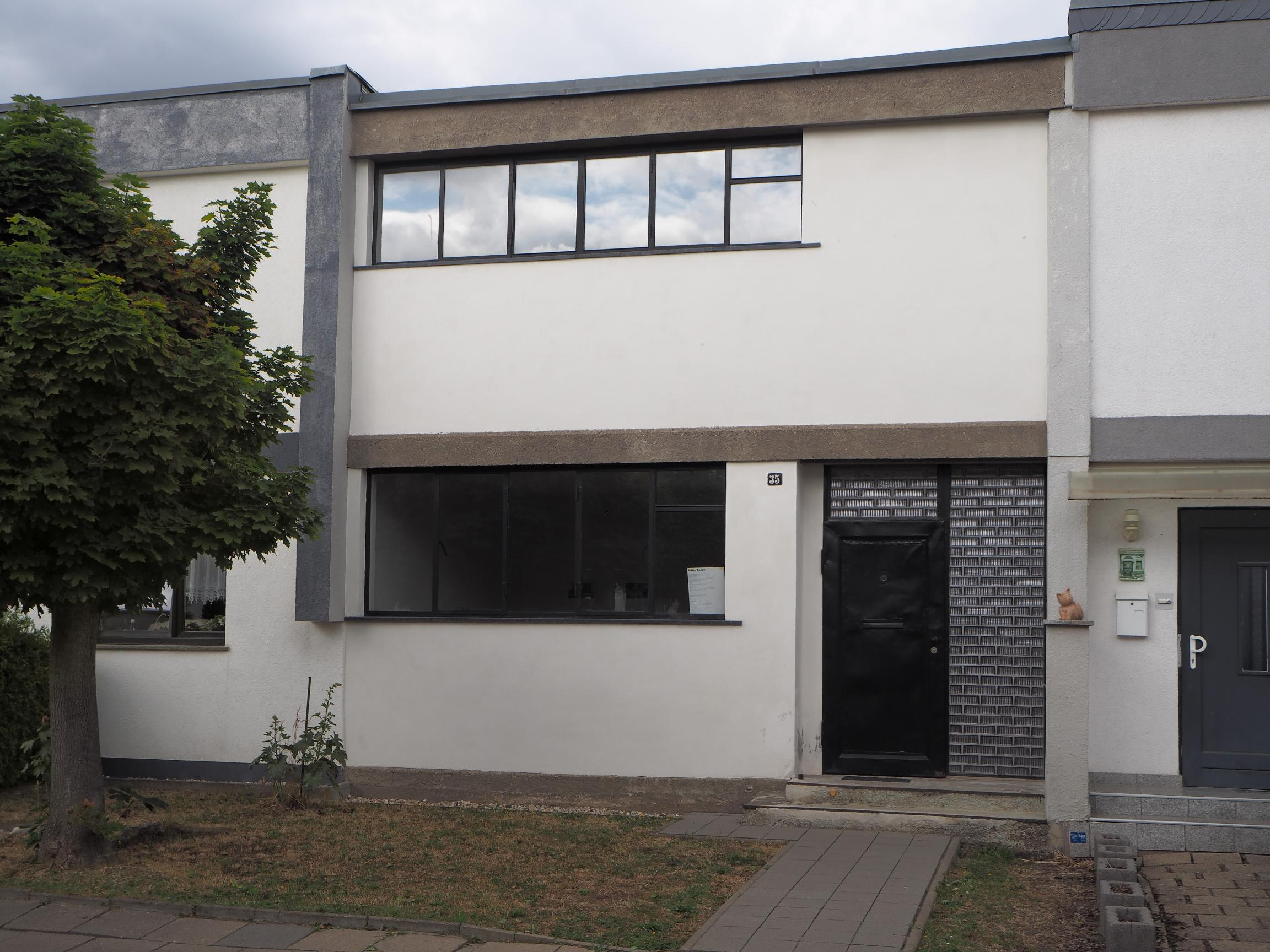
Insediamento di Törten - casa a schiera nello stato originale - doppia fila 35
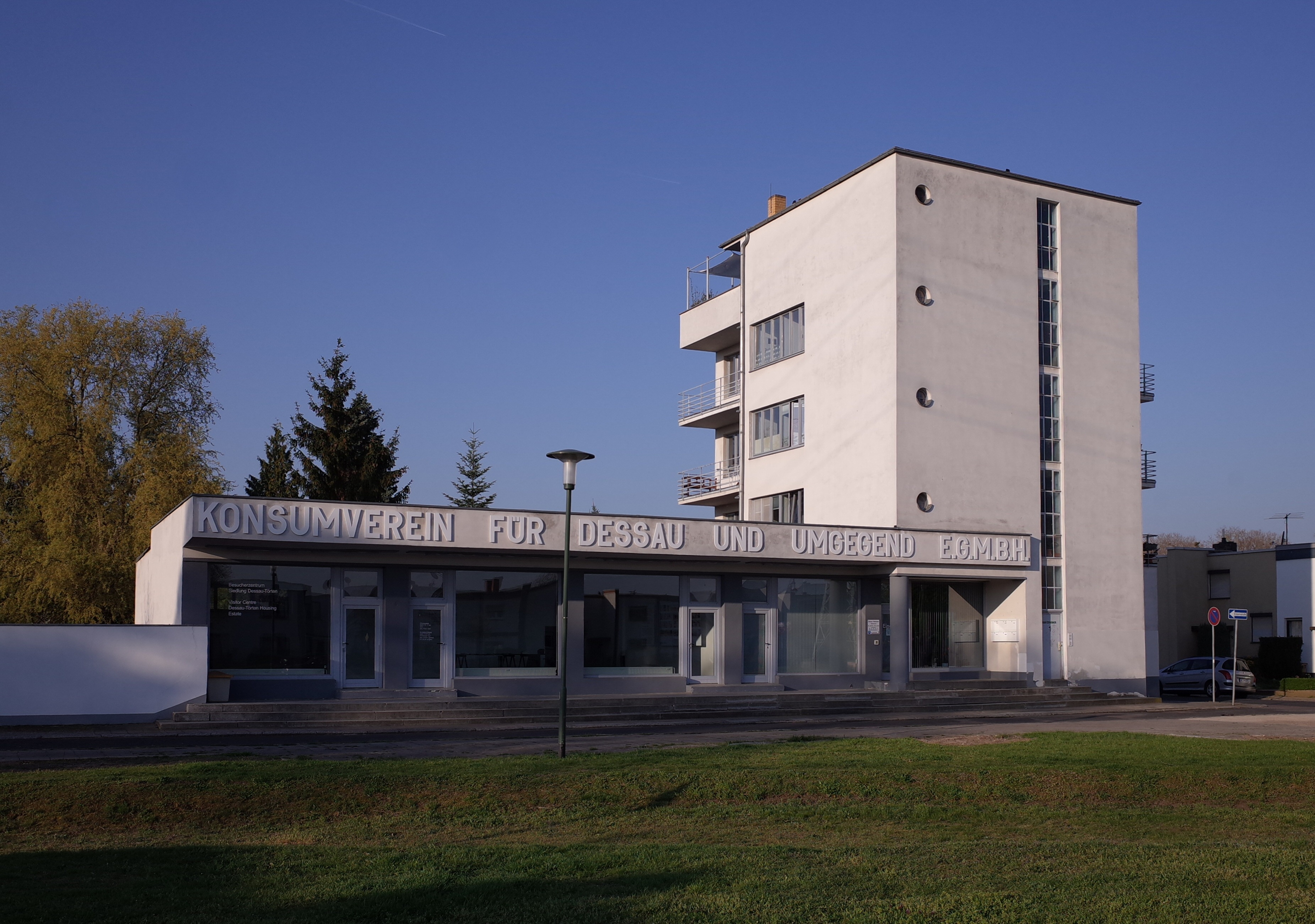
Insediamento di Törten - edificio dei consumatori
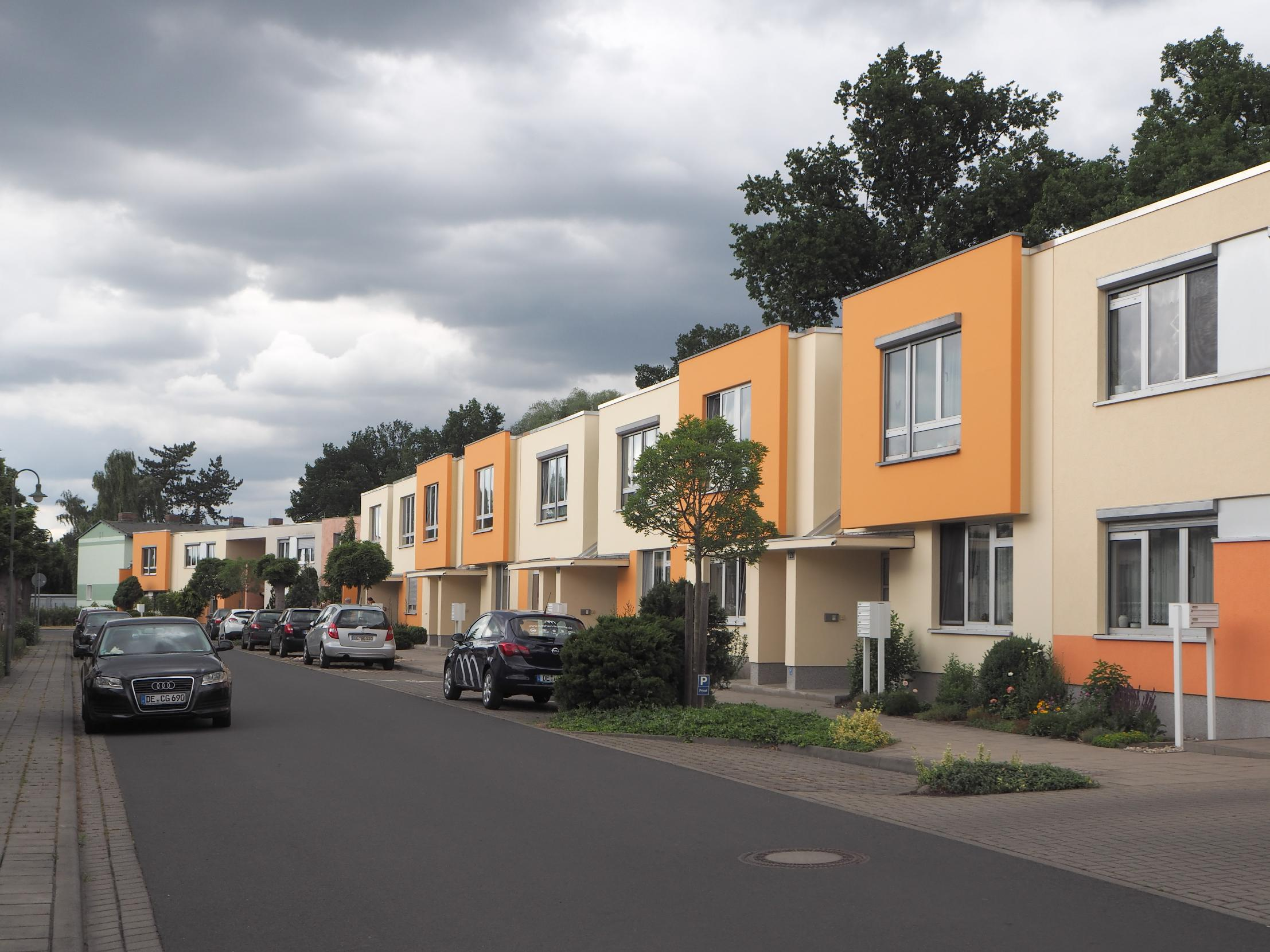
Insediamento Törten - Nuovi edifici stilisticamente adattati sul Großring
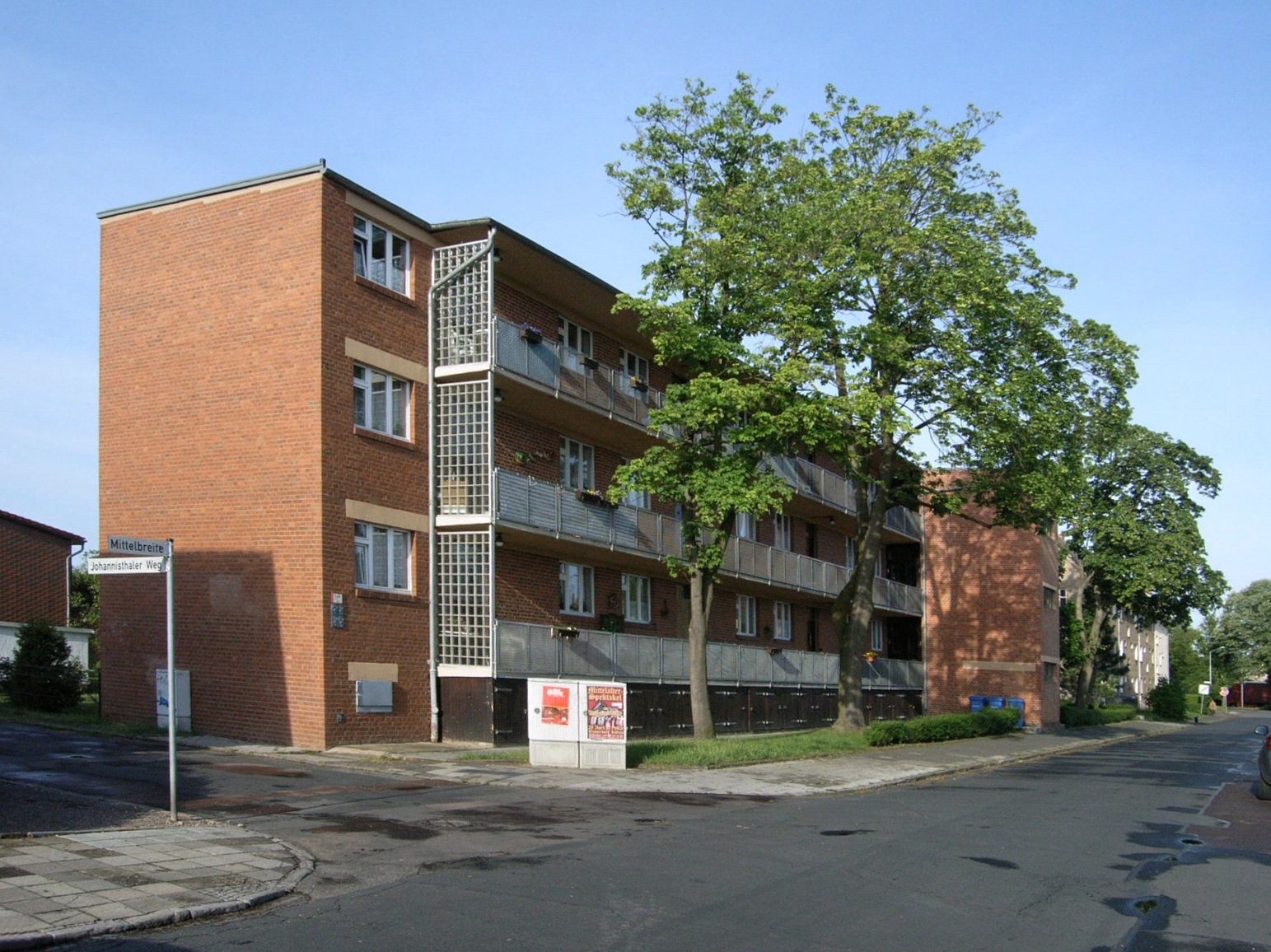
Casa porticata di dimensione media

## Altri edifici
La casa Fieger si trova vicino all'insediamento in Südstrasse. La casa, costruita nell'estate del 1927, è l'unico progetto realizzato da Carl Fieger da una serie di progetti per piccole case che dovevano essere create in una costruzione razionale con stanze versatili. In quanto edificio residenziale ad uso privato, non può essere visitato.

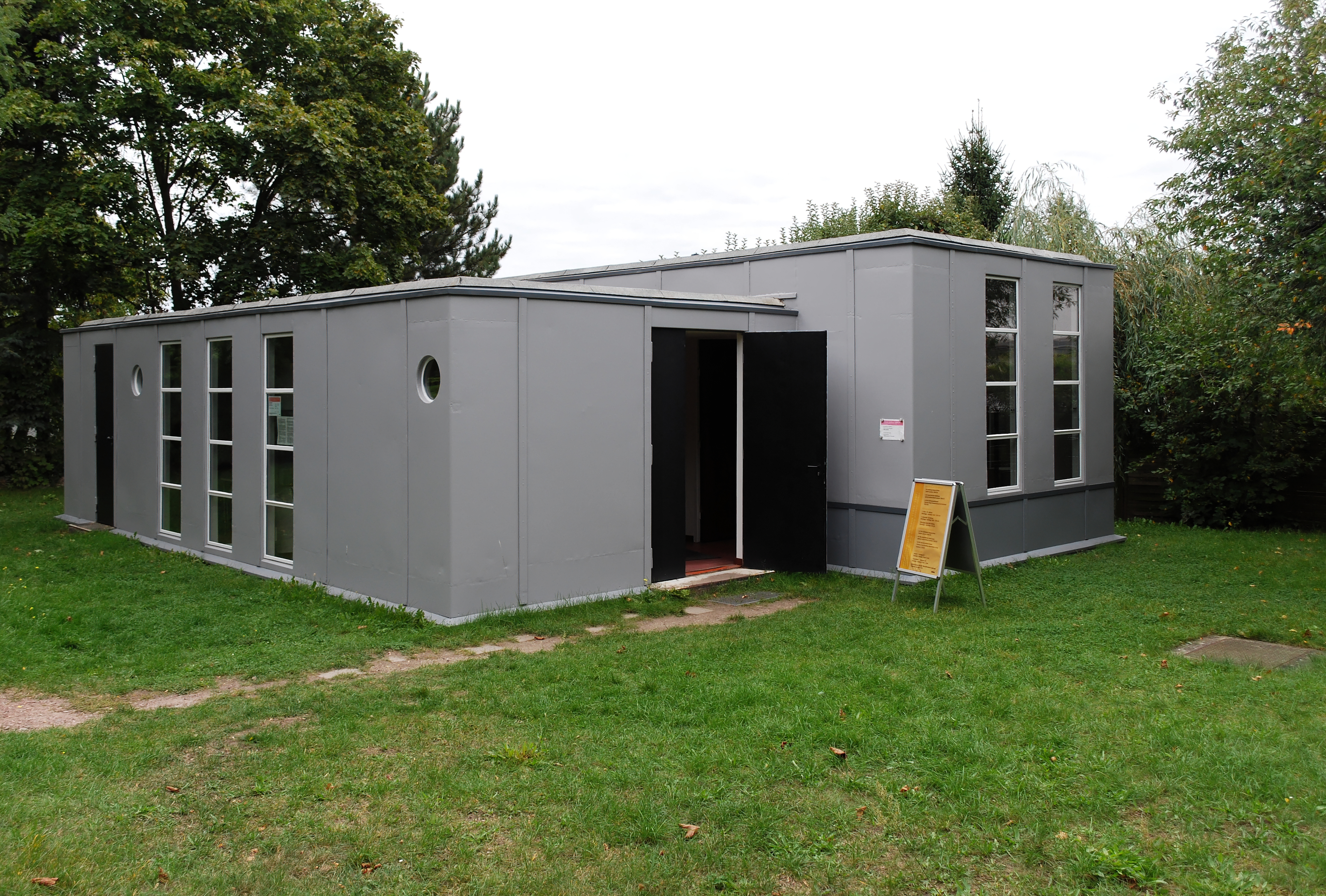
Casa in acciaio di Georg Muche e Richard Paulick

La cosiddetta casa d'acciaio fu costruita nel 1926/1927 e fu uno sforzo congiunto di Richard Paulick e del maestro del Bauhaus Georg Muche. Volevano continuare gli sforzi di razionalizzazione di Walter Gropius (prefabbricazione di parti in calcestruzzo) utilizzando piastre di acciaio prefabbricate nel processo di assemblaggio a secco. La casa d'acciaio, invece, rimase un esperimento perché, a causa delle proprietà del materiale, dovette fare i conti con il “problema caldo-freddo”. Dopo il restauro, ha ospitato un centro informazioni su quanto sopra fino a giugno 2011. Oggi è visitabile nell'ambito di visite guidate giornaliere.

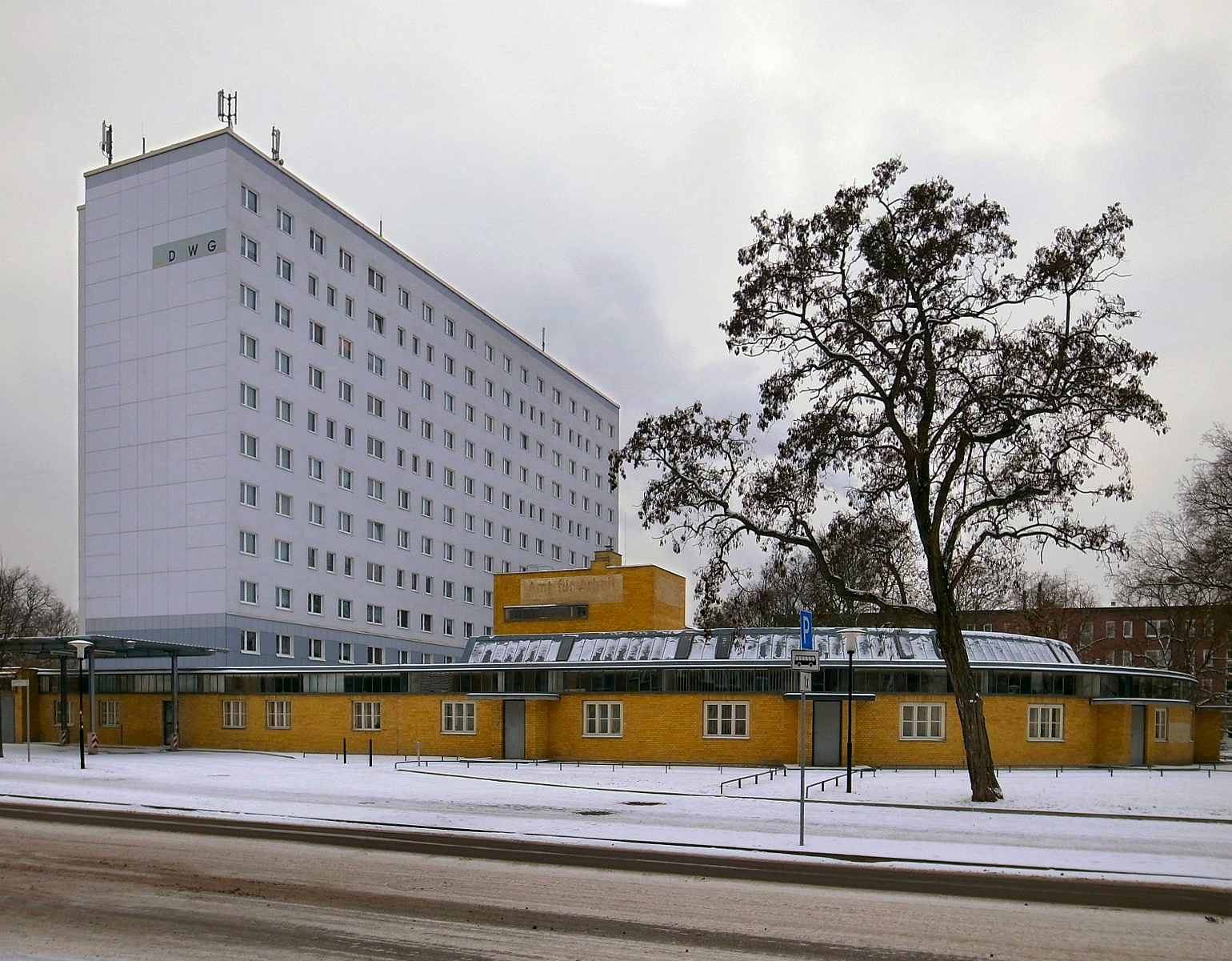
L'ex ufficio del lavoro

Il primo ufficio per l'impiego municipale  (oggi Ufficio per l'ordine e il traffico della città di Dessau-Roßlau) fu costruito nel 1928/1929 su progetto di Walter Gropius, dall'impresa edile privata dello stesso. Richard Paulick svolse un ruolo chiave nella costruzione dell'ufficio del lavoro, il cui esterno è stato però massicciamente modificato dalle finestre in legno aggiunte successivamente.
Il ristorante per escursioni Kornhaus venne costruito nel 1929/1930 per conto della città di Dessau e del birrificio Schultheiss-Patzenhofer direttamente sulla diga dell'Elba secondo i piani di Carl Fieger. Il nome ricorda un vecchio granaio che fu costruito qui, direttamente sull'Elba, a partire dalla metà del XVIII secolo e fino al 1870. L'edificio è ancora oggi utilizzato come ristorante.

## Tour del Bauhaus

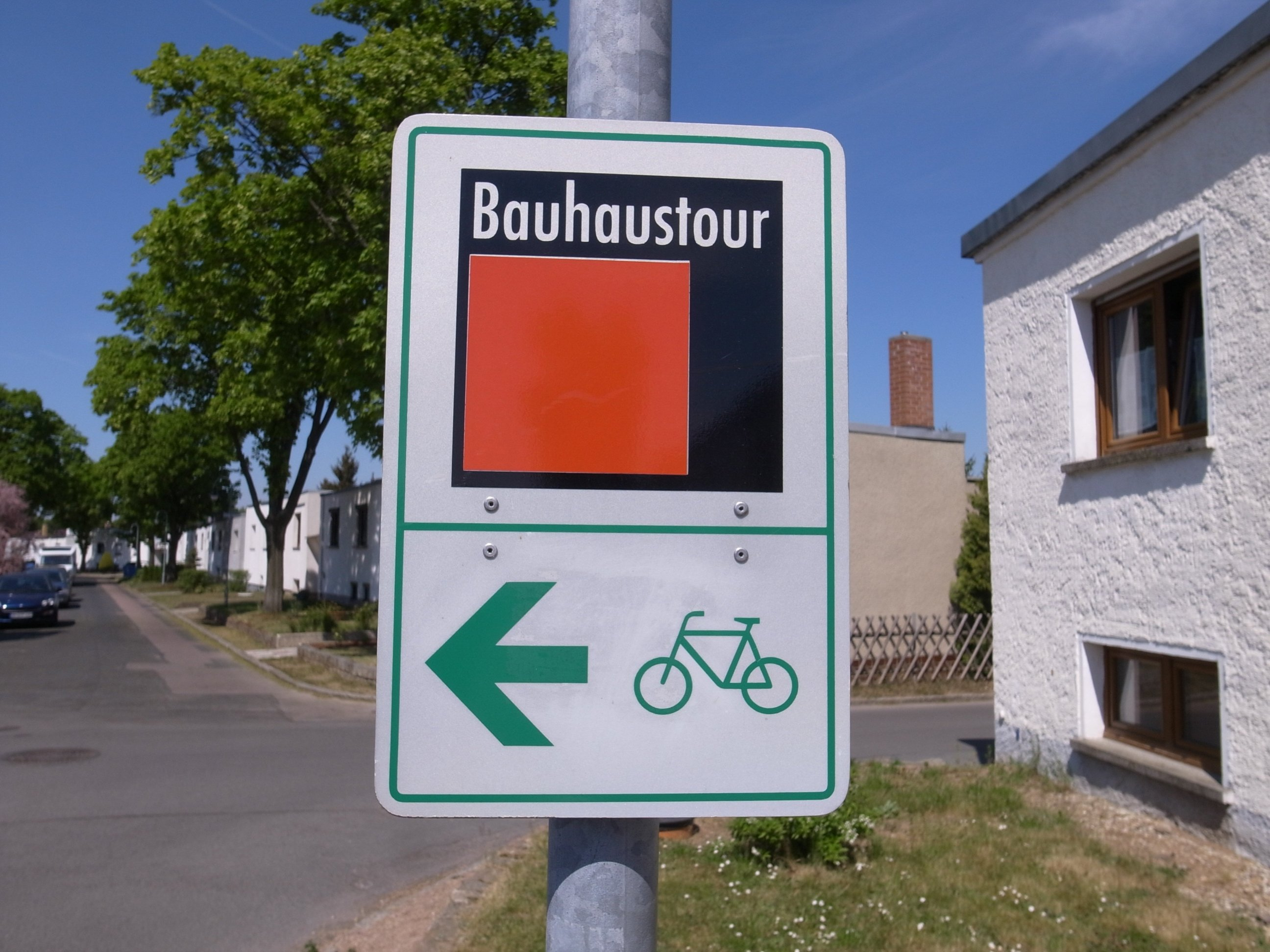
Guida al tour Bauhaus

Il tour Bauhaus è una pista ciclabile lunga 17 km. Il percorso circolare segnalato collega tutti i monumenti architettonici dell'architettura Bauhaus a Dessau.